# Міктерія
Міктерія (Mycteria americana) — вид птахів родини лелекових (Ciconiidae).

## Поширення
Вид поширений в тропічних та субтропічних регіонах Америки від Південної Кароліни (США) до провінції Буенос-Айрес (Аргентина).

## Опис
Великий птах заввишки 85-115 см, з розмахом крил 150—175 см. Вага 2-2,6 кг. Основне оперення білого кольору. Голова і верхня частина шиї лиса, темно-сірого або майже чорного кольору. На хвості і нижніх частинах крил є чорне пір'я, які добре видно під час польоту. Дзьоб довгий (15-23 см), товстий, на кінці загнутий вниз, в основі чорний, далі блідо-жовтий. Лапи довгі, темно-сірі.

## Спосіб життя
Мешкає на мілководних озерах, річках, на густо зарослих берегах, а також на морському узбережжі. Живиться, в основному, рибою, рідже земноводними, плазунами, дрібними ссавцями. Моногамні птахи. Пари створюють на все життя. Гніздо будується на деревах, інколи на висоті до 30 м. Гніздяться колоніями, будуючи на одному дереві 5-25 гнізд. Матеріалом для будівництва слугують сухі гілки. У гнізді 2-4 яєць кремового кольору. Насиджують обоє батьків. Інкубаційний період триває 28-32 днів. Пташенята з'являються на світ голі й безпорадні. Батьки годують по черзі, відригуючи їжу прямо їм в дзьоб, у тижневих пташенят частота годувань становить до 15 разів за день. У спекотні дні вони приносять в гніздо воду, таким чином охолоджуючи потомство. Через 55-60 днів пташенята оперюються. Статева зрілість настає у віці 4 років.